# Lista de maiores empresas da França
Este artigo lista as maiores empresas da França em termos de receita, lucro líquido e ativo total, de acordo com as revistas americanas de negócios Fortune e Forbes.

## ListaFortunede 2020
Esta lista exibe todas as 31 empresas francesas na Fortune Global 500, que classifica as maiores empresas do mundo por receita anual. Os números abaixo são dados em milhões de dólares americanos e são para o ano fiscal de 2018. Também estão listados a localização da sede, o lucro líquido, o número de funcionários em todo o mundo e o setor de atividade de cada empresa.
| Classificação | Classificação na Fortune 500 | Nome                  | Setor                      | Receita (milhões de dólares) | Lucro (USD millions) | Funcionários | Sede                 |
| ------------- | ---------------------------- | --------------------- | -------------------------- | ---------------------------- | -------------------- | ------------ | -------------------- |
| 1             | 20                           | TotalEnergies         | Óleo e gás                 | 184,106                      | 11,446               | 104,460      | Courbevoie           |
| 2             | 46                           | AXA                   | Seguros                    | 125,578                      | 2,526                | 104,065      | Paris                |
| 3             | 81                           | Carrefour             | Varejo                     | 91,955                       | −662                 | 363,862      | Massy                |
| 4             | 91                           | Crédit Agricole       | Banco                      | 88,325                       | 5,192                | 73,346       | Paris                |
| 5             | 96                           | Peugeot               | Automotiva                 | 87,364                       | 3,336                | 216,539      | Rueil-Malmaison      |
| 6             | 104                          | BNP Paribas           | Banco                      | 83,973                       | 8,882                | 197,162      | Paris                |
| 7             | 110                          | Électricité de France | Utilidade elétrica         | 81,403                       | 1,389                | 165,790      | Paris                |
| 8             | 126                          | Engie                 | Utilidade elétrica         | 74,144                       | 1,219                | 160,301      | Courbevoie           |
| 9             | 143                          | Renault               | Automóveis                 | 67,764                       | 3,897                | 183,002      | Boulogne-Billancourt |
| 10            | 164                          | Auchan                | Varejo                     | 60,749                       | −1,351               | 340,577      | Croix                |
| 11            | 174                          | Société Générale      | Banco                      | 58,390                       | 4,560                | 140,250      | Paris                |
| 12            | 187                          | Christian Dior - LVMH | Moda                       | 55,262                       | 3,038                | 141,914      | Paris                |
| 13            | 206                          | Vinci SA              | Construção                 | 52,345                       | 3,520                | 211,233      | Rueil-Malmaison      |
| 14            | 207                          | Finatis               | Varejo                     | 52,004                       | −209                 | 218,923      | Paris                |
| 15            | 223                          | Groupe BPCE           | Banco                      | 49,529                       | 3,571                | 100,245      | Paris                |
| 16            | 226                          | Saint-Gobain          | Construção                 | 49,300                       | 315                  | 181,001      | Courbevoie           |
| 17            | 228                          | Orange S.A.           | Telecomunicação            | 48,837                       | 2,306                | 150,711      | Paris                |
| 18            | 248                          | CNP Assurances        | Seguros                    | 45,461                       | 1,613                | 5,243        | Paris                |
| 19            | 287                          | Bouygues              | Conglomerado               | 42,179                       | 1,547                | 129,275      | Paris                |
| 20            | 288                          | Sanofi                | Farmacêutica               | 42,104                       | 5,082                | 104,226      | Paris                |
| 21            | 326                          | SNCF                  | Transporte                 | 37,389                       | 5,313                | 203,865      | Saint Denis          |
| 22            | 396                          | L'Oréal               | Dermatologia               | 31,791                       | 4,597                | 86,030       | Clichy               |
| 23            | 401                          | Air France–KLM        | Companhia Aérea            | 31,292                       | 483                  | 81,527       | Paris                |
| 24            | 407                          | Veolia                | Utilitária                 | 30,580                       | 518                  | 170,819      | Aubervilliers        |
| 25            | 411                          | Schneider Electric    | Tecnologia                 | 30,354                       | 2,755                | 137,534      | Rueil-Malmaison      |
| 26            | 428                          | La Poste              | Transporte                 | 29,149                       | 942                  | 233,076      | Paris                |
| 27            | 432                          | Danone                | Processamento de alimentos | 29,092                       | 2,772                | 105,783      | Paris                |
| 28            | 456                          | Financière de l’Odet  | Mídia                      | 27,172                       | 144                  | 81,003       | Paris                |
| 29            | 478                          | Michelin              | Partes de Automóveis       | 25,996                       | 1,979                | 111,117      | Clermont-Ferrand     |
| 30            | 493                          | Safran                | Aerospacial e defesa       | 25,192                       | 1,514                | 92,639       | Paris                |
| 31            | 500                          | Air Liquide           | Química                    | 24,797                       | 2,494                | 66,000       | Paris                |

## ListaForbesde 2019
Esta lista é baseada na Forbes Global 2000, que classifica as 2.000 maiores empresas de capital aberto do mundo. A lista da Forbes leva em consideração uma grande quantidade de fatores, incluindo receita, lucro líquido, ativos totais e valor de mercado de cada empresa; cada fator recebe uma classificação ponderada em termos de importância ao considerar a classificação geral. A tabela a seguir também relaciona a localização da sede e o setor da indústria de cada empresa. Os números estão em bilhões de dólares americanos e referem-se ao ano de 2018. Todas as 57 empresas francesas da Forbes 2000 estão listadas.
| Classificação | Classificação na Forbes 2000 | Nome                  | Sede                 | Renda (bilhões de US$) | Lucro (bilhões de US$) | Ativos (bilhões de US$) | Valor de mercado (bilhões de US$) | Setor                      |
| ------------- | ---------------------------- | --------------------- | -------------------- | ---------------------- | ---------------------- | ----------------------- | --------------------------------- | -------------------------- |
| 1             | 25                           | Total S.A.            | Courbevoie           | 184.2                  | 11.4                   | 256.8                   | 149.5                             | Óleo e gás                 |
| 2             | 34                           | BNP Paribas           | Paris                | 101.6                  | 8.4                    | 2,333.0                 | 68.7                              | Banco                      |
| 3             | 85                           | AXA                   | Paris                | 139.7                  | 2.2                    | 1,034.5                 | 63.6                              | Seguros                    |
| 4             | 104                          | Crédit Agricole       | Paris                | 52.2                   | 4.7                    | 1,856.9                 | 38.4                              | Banco                      |
| 5             | 114                          | Sanofi                | Paris                | 40.7                   | 5.1                    | 127.4                   | 102.0                             | Farmacêutica               |
| 6             | 143                          | Christian Dior        | Paris                | 55.2                   | 3.0                    | 88.3                    | 89.6                              | Moda                       |
| 7             | 157                          | Société Générale      | Paris                | 49.5                   | 4.0                    | 1,496.9                 | 24.5                              | Banco                      |
| 8             | 159                          | Vinci SA              | Rueil-Malmaison      | 52.1                   | 3.5                    | 86.1                    | 55.8                              | Construção                 |
| 9             | 186                          | Orange S.A.           | Paris                | 48.8                   | 2.3                    | 112.3                   | 43.6                              | Telecomunicação            |
| 10            | 201                          | L'Oréal               | Clichy               | 31.8                   | 4.6                    | 44.0                    | 153.0                             | Bens de consumo            |
| 11            | 204                          | Renault               | Boulogne-Billancourt | 67.7                   | 3.9                    | 131.5                   | 20.9                              | Automóveis                 |
| 12            | 218                          | Peugeot               | Rueil-Malmaison      | 87.3                   | 3.3                    | 70.8                    | 24.9                              | Automóveis                 |
| 13            | 227                          | Engie                 | Courbevoie           | 71.5                   | 1.2                    | 175.7                   | 36.2                              | Utilidade elétrica         |
| 14            | 244                          | Danone                | Paris                | 29.1                   | 2.8                    | 50.5                    | 51.2                              | Processamento de alimentos |
| 15            | 252                          | Schneider Electric    | Rueil-Malmaison      | 30.3                   | 2.8                    | 48.3                    | 47.6                              | Tecnologia                 |
| 16            | 268                          | Air Liquide           | Paris                | 24.8                   | 2.5                    | 48.0                    | 56.9                              | Química                    |
| 17            | 269                          | Électricité de France | Paris                | 81.4                   | 0.7                    | 323.7                   | 43.4                              | Utilidade elétrica         |
| 18            | 285                          | CNP Assurances        | Paris                | 47.6                   | 1.6                    | 450.4                   | 16.5                              | Seguros                    |
| 19            | 311                          | Safran                | Paris                | 24.8                   | 1.5                    | 46.4                    | 56.7                              | Aerospacial e defesa       |
| 20            | 324                          | Natixis               | Paris                | 17.5                   | 1.7                    | 566.4                   | 18.6                              | Banco                      |
| 21            | 362                          | Kering                | Paris                | 16.1                   | 3.0                    | 24.4                    | 72.5                              | Moda                       |
| 22            | 382                          | Michelin              | Clermont-Ferrand     | 26.0                   | 2.0                    | 33.7                    | 23.8                              | Partes de automóveis       |
| 23            | 383                          | EssilorLuxottica      | Charenton-le-Pont    | 12.7                   | 1.3                    | 52.9                    | 52.9                              | Medical devices            |
| 24            | 424                          | Bouygues              | Paris                | 41.9                   | 1.5                    | 43.1                    | 14.6                              | Conglomerado               |
| 25            | 455                          | Pernod Ricard         | Paris                | 10.7                   | 1.7                    | 35.2                    | 45.9                              | Bebidas                    |
| 26            | 503                          | Thales Group          | Paris                | 18.7                   | 1.2                    | 29.2                    | 25.7                              | Aerospacial e defesa       |
| 27            | 523                          | Saint-Gobain          | Courbevoie           | 49.3                   | 0.5                    | 50.3                    | 22.5                              | Finança                    |
| 28            | 662                          | Sodexo                | Issy-les-Moulineaux  | 24.7                   | 0.7                    | 20.2                    | 16.9                              | Foodservice                |
| 29            | 664                          | Carrefour             | Massy                | 91.9                   | −0.7                   | 54.2                    | 14.7                              | Varejo                     |
| 30            | 666                          | Publicis              | Paris                | 11.7                   | 1.1                    | 31.0                    | 13.4                              | Publicidade                |
| 31            | 670                          | Capgemini             | Paris                | 15.6                   | 0.9                    | 18.9                    | 20.9                              | Consultoria                |
| 32            | 696                          | Veolia                | Aubervilliers        | 30.6                   | 0.4                    | 43.0                    | 13.1                              | Utilitária                 |
| 33            | 705                          | Vivendi               | Paris                | 16.4                   | 0.2                    | 39.3                    | 37.0                              | Mídia                      |
| 34            | 716                          | Eiffage               | Asnières-sur-Seine   | 19.9                   | 0.7                    | 34.7                    | 9.6                               | Construção                 |
| 35            | 775                          | Atos                  | Bezons               | 14.5                   | 0.7                    | 24.7                    | 11.3                              | Serviço de TI              |
| 36            | 788                          | Hermès                | Paris                | 7.0                    | 1.7                    | 8.5                     | 71.5                              | Moda                       |
| 37            | 853                          | Valeo                 | Paris                | 22.6                   | 0.6                    | 21.1                    | 8.6                               | Partes de automóveis       |
| 38            | 942                          | SCOR SE               | Paris                | 16.9                   | 0.4                    | 48.3                    | 8.1                               | Seguros                    |
| 39            | 950                          | Air France–KLM        | Paris                | 31.3                   | 0.5                    | 33.2                    | 5.3                               | Companhia aérea            |
| 40            | 963                          | Alstom                | Saint-Ouen-sur-Seine | 9.8                    | 1.0                    | 15.9                    | 10.2                              | Transporte                 |
| 41            | 1005                         | Financière de l’Odet  | Paris                | 27.2                   | 0.1                    | 61.0                    | 4.4                               | Media                      |
| 42            | 1014                         | Legrand               | Limoges              | 7.1                    | 0.9                    | 11.8                    | 19.3                              | Equipamento elétrico       |
| 43            | 1020                         | Groupe ADP            | Tremblay-en-France   | 5.3                    | 0.7                    | 18.4                    | 20.0                              | Transporte                 |
| 44            | 1041                         | AccorHotels           | Paris                | 4.3                    | 2.6                    | 14.8                    | 12.0                              | Hotéis                     |
| 45            | 1072                         | Gecina                | Paris                | 1.1                    | 1.2                    | 22.5                    | 10.8                              | Corretagem                 |
| 46            | 1082                         | Dassault Aviation     | Paris                | 6.0                    | 0.7                    | 19.5                    | 12.1                              | Aerospacial e defesa       |
| 47            | 1091                         | Klépierre             | Paris                | 1.4                    | 0.8                    | 29.2                    | 10.7                              | Corretagem                 |
| 48            | 1171                         | Covivio               | Metz                 | 1.5                    | 0.9                    | 28.0                    | 8.8                               | Corretagem                 |
| 49            | 1205                         | Arkema                | Colombes             | 10.4                   | 0.8                    | 11.6                    | 8.1                               | Química                    |
| 50            | 1208                         | Dassault Systemes     | Vélizy-Villacoublay  | 4.1                    | 0.7                    | 9.1                     | 39.2                              | Tecnologia                 |
| 51            | 1517                         | SES S.A.              | Betzdorf, Luxembourg | 8.0                    | 0.5                    | 8.1                     | 9.1                               | Telecomunicaçãos           |
| 52            | 1526                         | Finatis               | Paris                | 44.2                   | −0.1                   |                         | 0.3                               | Varejo                     |
| 53            | 1719                         | Rexel                 | Paris                | 15.8                   | 0.2                    | 11.8                    | 3.9                               | Varejo                     |
| 54            | 1724                         | Wendel                | Paris                | 9.9                    | 0.1                    | 16.2                    | 6.1                               | Finanças                   |
| 55            | 1733                         | Burelle               | Paris                | 8.6                    | 0.5                    | 7.5                     | 1.9                               | Partes de automóveis       |
| 56            | 1874                         | Bureau Veritas        | Neuilly-sur-Seine    | 5.7                    | 0.4                    | 7.0                     | 10.8                              | Certificação               |
| 57            | 1897                         | Ipsen                 | Boulogne-Billancourt | 2.6                    | 0.5                    | 3.9                     | 11.0                              | Farmacêutica               |